# Circonscription de Guéliz-Nakhil
La circonscription de Guéliz-Nakhil est l'une des trois circonscriptions législatives marocaines que compte la préfecture de Marrakech située en région Marrakech-Safi. Elle est représentée dans la Xe législature par Youness Ait El Haj Lahcen, Jamila Afif et Rachid Driouech.

## Historique des députations
| Législature | Début de mandat  | Fin de mandat    | Députés élus | Députés élus                    | Députés élus | Députés élus                | Députés élus | Députés élus                 |
| ----------- | ---------------- | ---------------- | ------------ | ------------------------------- | ------------ | --------------------------- | ------------ | ---------------------------- |
| IXe         | 26 novembre 2011 | 7 octobre 2016   |              | Ahmed El Motassadeq (PJD)       |              | Jamila Afif (PAM)           |              | Rachid Driouech (MP)         |
| Xe          | 8 octobre 2016   | 8 septembre 2021 |              | Youness Ait El Haj Lahcen (PJD) |              | Jamila Afif (PAM)           |              | Rachid Driouech (MP)         |
| XIe         | 9 septembre 2021 | ?                |              | Ismail Barhoumi (RNI)           |              | Fatima-Zahra Bentaleb (PAM) |              | Mohamed Najib El Khaldi (PI) |

## Historique des élections

### Découpage électoral d'octobre 2011

#### Élections de 2016
| Parti       | Parti                                                       | Voix    | %      | Députés élus              |
| ----------- | ----------------------------------------------------------- | ------- | ------ | ------------------------- |
|             | Parti de la justice et du développement (PJD)               | 27 959  | 38,81  | Youness Ait El Haj Lahcen |
|             | Parti authenticité et modernité (PAM)                       | 21 679  | 30,09  | Jamila Afif               |
|             | Mouvement populaire (MP)                                    | 10 397  | 14,43  | Rachid Driouech           |
|             | Rassemblement national des indépendants (RNI)               | 7 013   | 9,73   |                           |
|             | Fédération de la gauche démocratique (FGD)                  | 2 267   | 3,15   |                           |
|             | Parti de l'Istiqlal (PI)                                    | 986     | 1,37   |                           |
|             | Union socialiste des forces populaires (USFP)               | 930     | 1,29   |                           |
|             | Parti du progrès et du socialisme (PPS)                     | 231     | 0,32   |                           |
|             | Parti de l'environnement et du développement durable (PEDD) | 224     | 0,31   |                           |
|             | Front des forces démocratiques (FFD)                        | 164     | 0,23   |                           |
|             | Parti de l'Espoir (PE)                                      | 101     | 0,14   |                           |
|             | Parti de la gauche verte (PGV)                              | 60      | 0,08   |                           |
|             | Mouvement démocratique et social (MDS)                      | 33      | 0,05   |                           |
|             |                                                             |         |        |                           |
| Inscrits    | Inscrits                                                    | 155 468 | 100,00 |                           |
| Abstentions | Abstentions                                                 | 83 424  | 53,66  |                           |
| Exprimés    | Exprimés                                                    | 72 044  | 46,34  |                           |

#### Élections de 2021
| Parti       | Parti                                         | Voix    | %      | Députés élus            |  |
| ----------- | --------------------------------------------- | ------- | ------ | ----------------------- |  |
|             | Parti authenticité et modernité (PAM)         | 28 424  | 34,90  | Fatima-Zahra Bentaleb   |  |
|             | Rassemblement national des indépendants (RNI) | 18 416  | 22,61  | Ismail Barhoumi         |  |
|             | Parti de l'Istiqlal (PI)                      | 10 117  | 12,42  | Mohamed Najib El Khaldi |  |
|             | Mouvement populaire (MP)                      | 9 474   | 11,63  |                         |  |
|             | Union constitutionnelle (UC)                  | 4 880   | 5,99   |                         |  |
|             | Parti de la justice et du développement (PJD) | 3 338   | 4,10   |                         |  |
|             | Union socialiste des forces populaires (USFP) | 2 070   | 2,54   |                         |  |
|             | Parti du progrès et du socialisme (PPS)       | 1 613   | 1,98   |                         |  |
|             | Mouvement démocratique et social (MDS)        | 1 324   | 1,63   |                         |  |
|             | Parti socialiste unifié (PSU)                 | 781     | 0,96   |                         |  |
|             | Alliance de la fédération de gauche (AGD)     | 445     | 0,55   |                         |  |
|             | Parti marocain libéral (PML)                  | 377     | 0,46   |                         |  |
|             | Parti de la renaissance (PAN)                 | 116     | 0,14   |                         |  |
|             | Parti démocratique de l'indépendance (PDI)    | 76      | 0,09   |                         |  |
|             |                                               |         |        |                         |  |
| Inscrits    | Inscrits                                      | 166 532 | 100,00 |                         |  |
| Abstentions | Abstentions                                   | 85 081  | 51,09  |                         |  |
| Exprimés    | Exprimés                                      | 81 451  | 48,91  |                         |  |